# Żukiwka (obwód czernihowski)
Żukiwka (ukr. Жуківка) – wieś na Ukrainie, w obwodzie czernihowskim, w rejonie czernihowskim, w hromadzie Kułykiwka. W 2001 liczyła 1251 mieszkańców, wśród których 1231 wskazało jako ojczysty język ukraiński, 13 rosyjski, 1 rumuński, 1 białoruski, a 5 ormiański.